# Nicolae Forminte
Nicolae Forminte (Câmpulung Moldovenesc, 17 de outubro de 1956), é um treinador de ginástica artística, representante da Romênia. 
Enquanto técnico, tutelou ginastas romenas como Simona Amanar, Andreea Raducan, Catalina Ponor e Sandra Izbasa.
Graduou-se no IEFS-Romanian Sport Institute, em 1980. Dez anos depois, foi licenciado ao cargo de treinador do esporte, permanecendo até 1992. No ano seguinte, entrou para a equipe nacional principal, passando a treinar as ginastas da elite do país. Após a retirada do técnico Octavian Belu, foi Nicolae quem assumiu os treinos da seleção nacional, em 2005. Durante seus anos como treinador, alcançou, tutelando Amanar e Daniela Maranduca, 35 medalhas, 21 delas de ouro.
 Em uma entrevista em março de 2008, declarou a crise da ginástica romena, mencionando a falta de ginastas de elite e as ruins condições médicas com que se apresentavam: Steliana Nistor, por exemplo, disputou os Jogos Olímpicos de Pequim, machucada. Para Forminte, a atual situação enfrentada pela seleção não melhora nem com a imagem de Nadia Comaneci. Em 2009, Forminte fora diagnosticado com câncer de pele, contudo, continuou a treinar a equipe romena. Em junho de 2010, após a contratação de Octavian Belu e Mariana Bitang - para supervisionar a equipe olímpica dos Jogos de 2012 - e envolvido em uma série de críticas pela falta de resultados positivos das equipes sênior e júnior da ginástica feminina, o técnico anunciou a sua demissão do cargo.